# Vugar Gashimov
Vugar Gashimov (Bakú, 24 de julio de 1986 - Heidelberg, 10 de enero de 2014) fue un ajedrecista de Azerbaiyán, tres veces campeón nacional (1995, 1996 y 1998). En 2005 ganó el Acropolis International de Atenas. Además, fue un destacado jugador de ajedrez relámpago. Ocupó el puesto 6 del mundo en noviembre de 2009.
Después de los primeros cuatro de seis torneos, ocupó la quinta plaza en el Gran Prix de la FIDE 2008-2009.
Cayó enfermo en febrero de 2000, y entonces los médicos le diagnosticaron epilepsia. Murió el 10 de enero de 2014, cuando se encontraba recibiendo tratamiento contra un tumor cerebral, en un hospital de Heidelberg, Alemania.

## Competencias por equipos
Gashimov jugó para Azerbaiyán en las olimpiadas de ajedrez de 2002, 2004, 2006 y 2008. Jugó con el equipo azerbayano ganador de la medalla de oro en Novi Sad en 2009, junto con Shakhriyar Mamedyarov, Teimour Radjabov, Rauf Mammadov y Gadir Guseinov, ganando previamente la medalla de bronce en 2007.

## Juegos notables
- Vugar Gashimov vs Gata Kamsky, Baku Grand Prix 2008, Spanish Game: Closed Variations (C84), 1-0
- Vugar Gashimov vs Andrei Volokitin, Poikovsky Tournament 2008, Sicilian Defense: Najdorf Variation (B96), 1-0
- Vugar Gashimov vs Alexander Grischuk, Elista Grand Prix 2008, Sicilian Defense: Najdorf, Poisoned Pawn Variation (B97), 1-0
- Vugar Gashimov vs Alexander Beliavsky, Gibtelecom 2009, Spanish Game: Closed Variations (C84), 1-0
- Vugar Gashimov vs Carlsen Magnus, 19th Amber Blindfold Francia 2010, Ruy Lopez, Berlin defence, open variation (C67), 1-0